# Lluïsa Vidal
Lluïsa Vidal i Puig (Barcelona, 2 april 1876 - Barcelona, 22 oktober 1918) was een Catalaans kunstschilder. Zij groeide op in een welvarende familie die nauwe contacten had met Catalaanse modernistische kringen. Ze was de enige vrouw onder de Catalaanse modernisten die zich beroepsmatig op het schilderen toelegde en ook een van de weinige vrouwen uit die periode die naar het buitenland gingen om kunstlessen te volgen. 

## Biografie
Lluïsa Vidal was de tweede in een gezin met negen meisjes en twee jongens: een van haar zussen werd de eerste echtgenote van Pablo Casals en een andere trouwde met de filoloog en schrijver Manuel de Montoliu. Haar vader, Francesc Vidal i Jevellí, was meubelmaker en decorontwerper. Hij was geïnteresseerd in kunst en handel. Lluïsa groeide op in een omgeving die welwillend stond tegenover haar artistieke ambities. Haar eerste lessen kreeg ze van haar vader en van Joan González (de broer van Julio González), Arcadi Mas i Fondevila en Simó Gómez. In Parijs nam ze les bij Eugène Carrière. Ze werd vooral beïnvloed door artiesten als Santiago Rusiñol (compositie) en Ramon Casas (portretten). 
Op haar zestiende jaar bezocht ze Madrid met haar vader en ging ze voor het eerst naar het Prado, waar ze schilderijen van Spaanse meesters als Francisco de Goya en Diego Velázquez zag. 
In 1898 vond haar eerste tentoonstelling plaats, in het restaurant Els Quatre Gats in Barcelona, waar veel kunstenaars kwamen. Ze zou de eerste en enige vrouw zijn geweest die daar een tentoonstelling hield, hoewel sommige onderzoekers betwijfelen of de tentoonstelling wel heeft plaatsgevonden. In deze periode van haar carrière stond ze namelijk nog sterk onder invloed van haar vader, die de Els Quatre Gats wellicht te bohemien zou hebben gevonden. 
In april 1898 begon haar professionele carrière. Zo exposeerde ze drie portretten op de vierde tentoonstelling van schone en toegepaste kunsten in Barcelona. Deze tentoonstelling omvatte meer dan 2.000 werken van onder anderen Ramon Casas, Santiago Rusiñol, Joan Brull, Joaquim Mir, Ramon Pichot en Arcadi Mas i Fontdevila. Ze kreeg een eervolle vermelding voor haar portret van de priester Jaume Collell y Bancells. Een recensie in La Vanguardia noemde Vidal een van de beste deelnemers en stelde dat haar portret van een meisje in Sitges zo eenvoudig en suggestief was dat mannelijke portretschilders er jaloers op zouden kunnen worden. Volgens een andere recensie, gepubliceerd in Diari de Barcelona, gaven haar portretten blijk van haar talent. In november 1898 hield ze haar eerste tentoonstelling in Sala Parés, met hulp van haar vader en kunstenaar Arcadi Mas i Fontdevila . 

### In Parijs

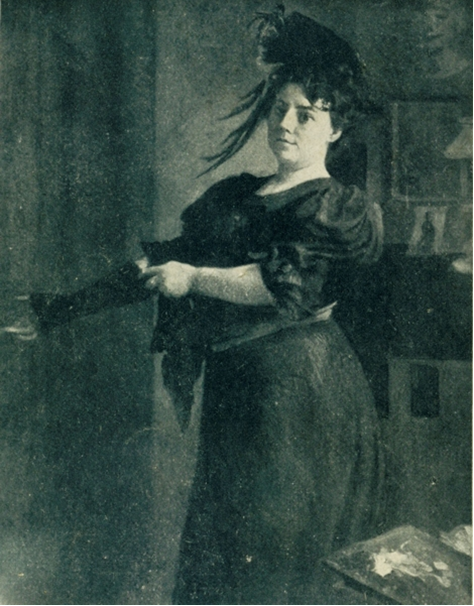
Lluïsa Vidal. Zelfportret terwijl ze een jasje aantrekt

Vidal vertrok in 1901 naar Parijs. Ze kreeg daar haar eerste lessen van Henri-Léopold Lévy, een republikein en schilder, maar al snel schreef ze zich in bij de Académie Julian, waar de afdeling voor  vrouwen onder leiding stond van Amélie Beaury-Saurel, Julians echtgenote. Deze was voormalig student van deze academie en was ook in Barcelona geboren. Al snel verliet ze teleurgesteld de academie. In 1902 maakte ze een korte reis naar Engeland. Daarna volgde ze lessen bij Georges Picard en Eugène Carrière aan de academie van Georges Humbert. 
In Parijs maakte ze kennis met de feministische beweging en met La Fronde, een krant die sinds 1897 alleen door vrouwen werd bestierd. Ze ging naar conferenties, bezocht musea, en werd zelfverzekerder over haar kunst.  

### Terug naar Barcelona
Vidal keerde in 1902 terug naar Barcelona, omdat drie van haar zussen ziek waren en haar familie financiële problemen had. Zij kwam terug met veel voltooide kunstwerken en feministische ideeën. Ze ontmoette er de schrijfsters Carmen Karr, Dolors Monserdà en pedagoge Francesca Bonnemaison en begon verschillende tentoonstellingen voor te bereiden. Het tijdschrift Pèl & Ploma publiceerde verschillende van haar kunstwerken en ze hield opnieuw een tentoonstelling, ditmaal in de galerie Sala Parés. Terwijl haar gezinsleven aan het afbrokkelen was, floreerde haar artistieke leven. Zo werd ze  illustrator van het tijdschrift Feminal en hield ze verschillende tentoonstellingen in Madrid en Barcelona. In 1908 begon ze privélessen schilderen te geven om meer geld te verdienen om haar gezin te onderhouden. In 1911 opende ze haar eigen academie in het oude atelier van Isidre Nonell . 

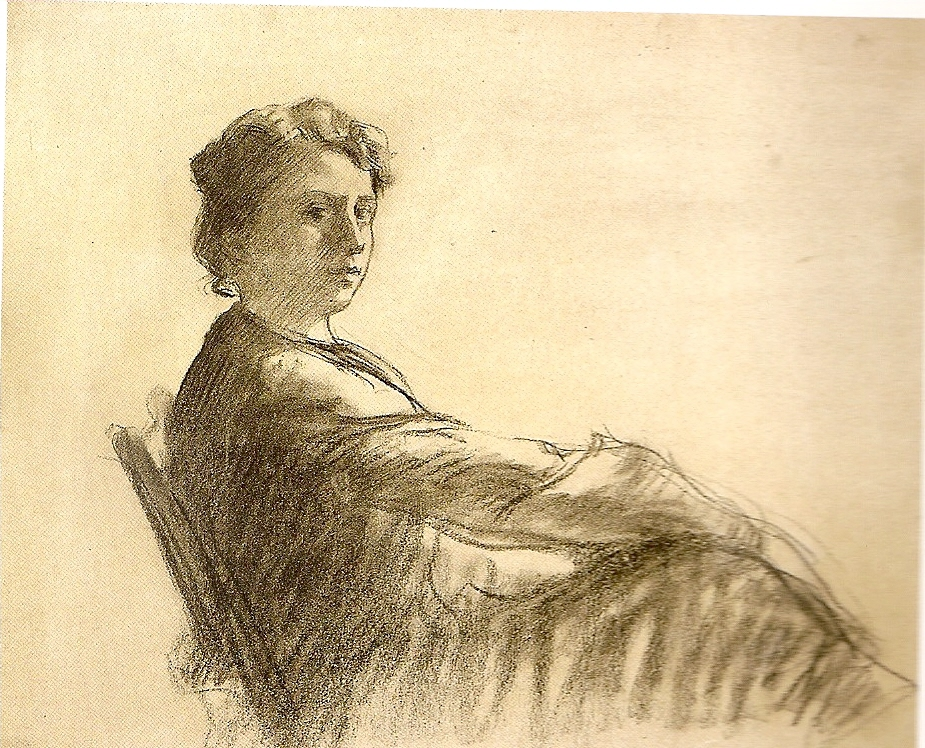
Lluïsa Vidal. Zelfportret

Na de gewapende conflicten tussen arbeiders en het leger tijdens de Tragische Week sloot ze zich aan bij de volksbibliotheek voor vrouwen en het cultureel instituut, een project dat Francesca Bonnemaison in 1909 bedacht had om alleenstaande vrouwen uit de arbeidersklasse te helpen een opleiding te volgen. Tijdens de Eerste Wereldoorlog sloot ze zich aan bij het pacifistisch vrouwencomité van Catalonië.  
In 1914 hield ze opnieuw een tentoonstelling in de Sala Parés. De pers van Barcelona noemde haar bij die gelegenheid een "illustere dame" en een "gevierd kunstenaar". 
Vidal stierf in 1918 aan de Spaanse griep. Ze schreef haar testament op 12 oktober van dat jaar en vermaakte al haar bezittingen aan haar alleenstaande zussen.  

## Werk
Vidal wordt beschouwd als een schilder van het Catalaans modernisme, op basis van haar thema's, de kleurtinten en haar transparante schildertechniek. Sommige van haar werken werden eerst toegeschreven aan Ramon Casas, aangezien beide kunstenaars de invloed van Diego Velázquez, John Singer Sargent, James McNeill Whistler of Édouard Manet laten zien.  

### Portretten

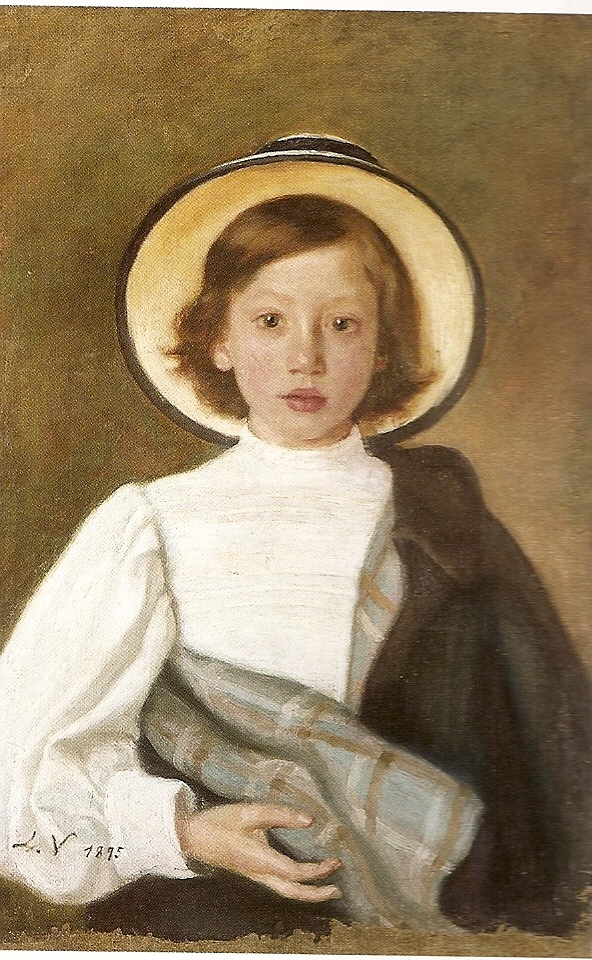
Frederic Vidal, broer van de kunstenaar, 1895
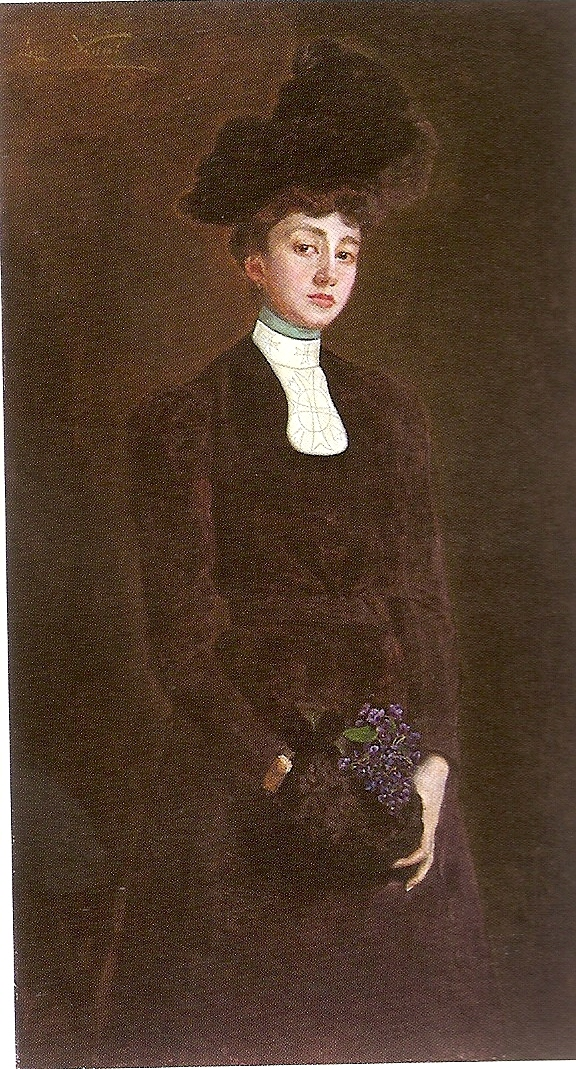
Maria Luisa Güell i López, 1900
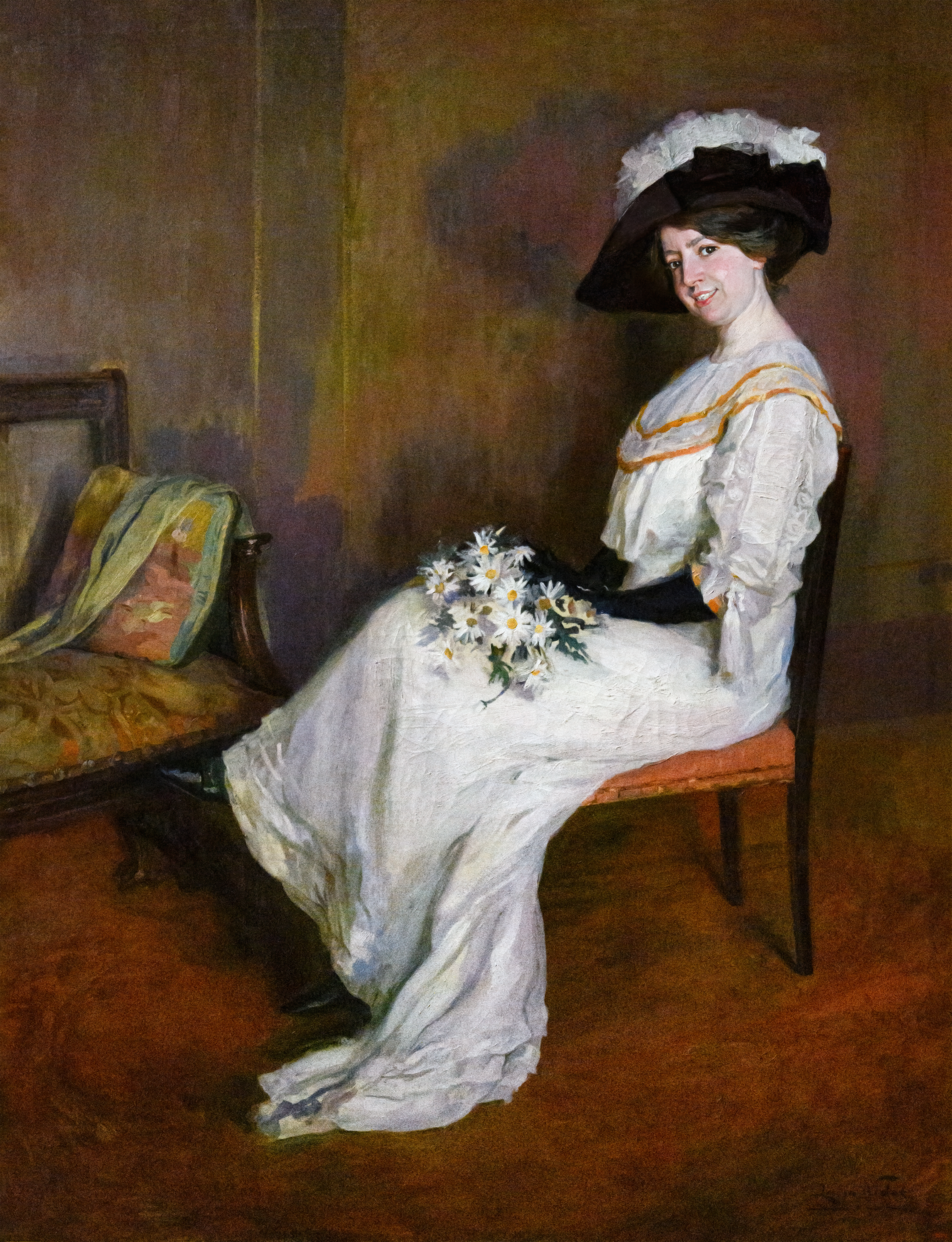
Marta Vidal, zus van de kunstenaar
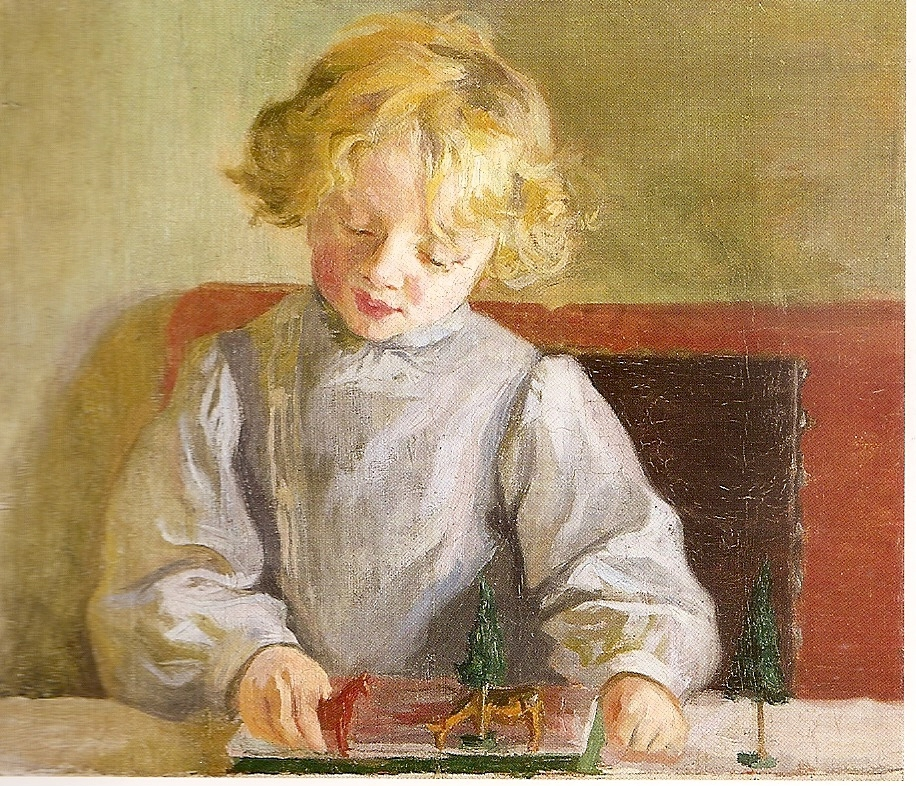
Marcel Montoliu, neef van de kunstenaar
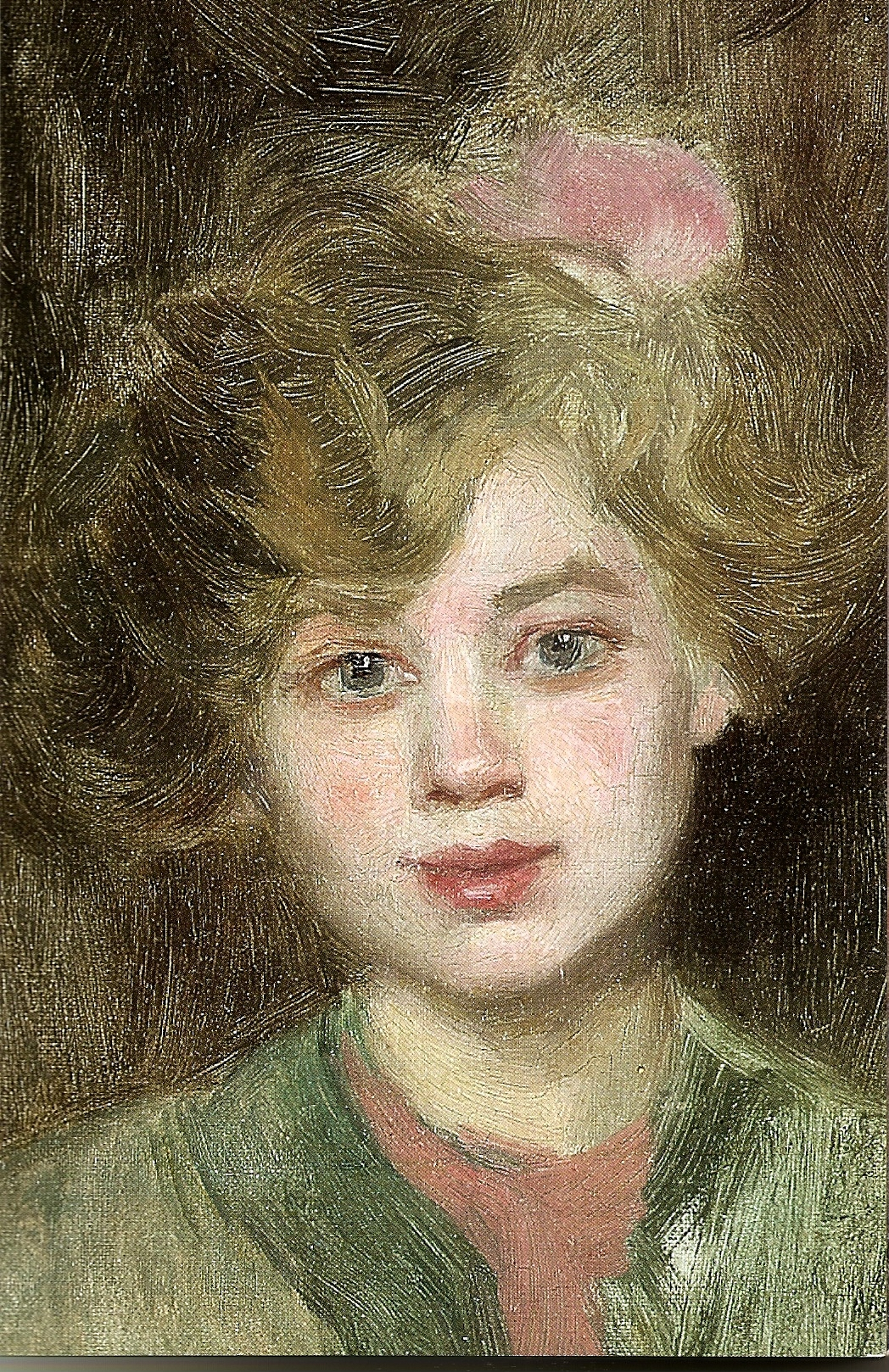
Carlota Vidal, 1903
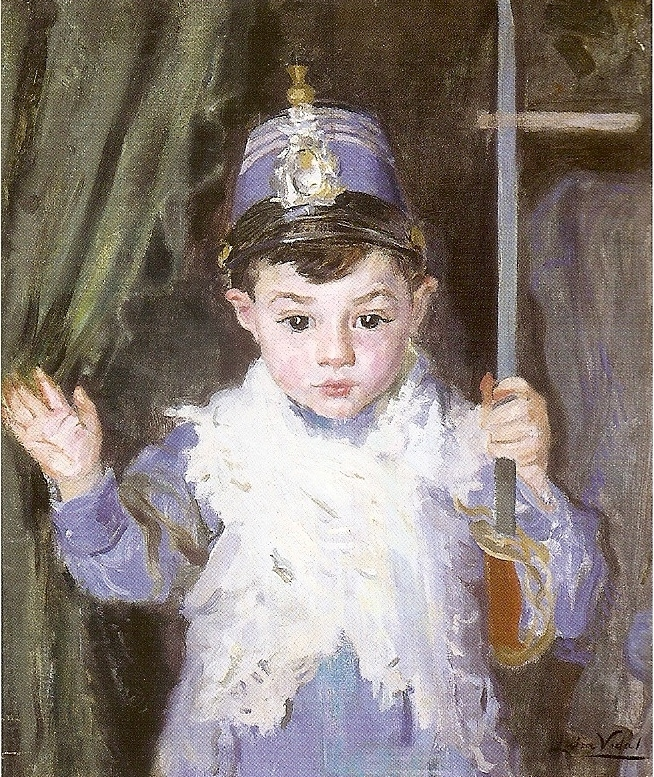
Titel onbekend, c. 1903 - 1905
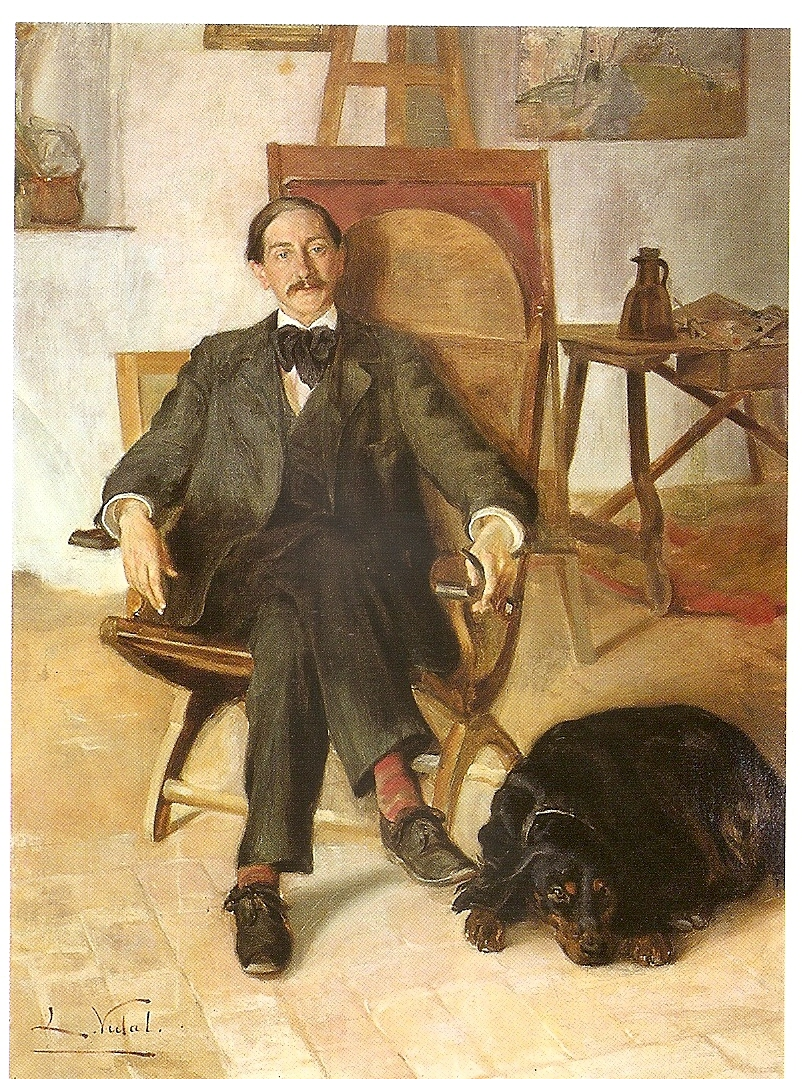
Ricard Canals, c. 1907 - 1908
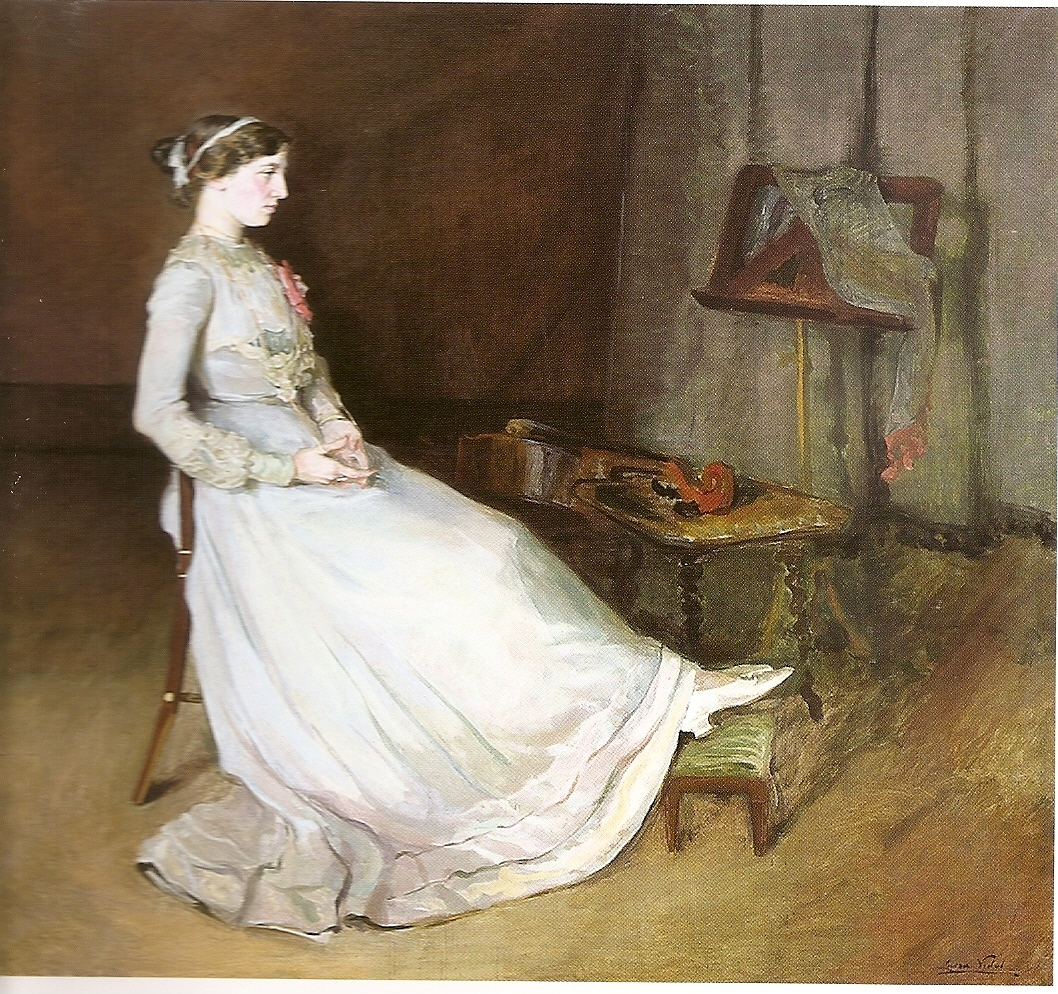
Francisca Vidal, 1909

### Genreschilderijen

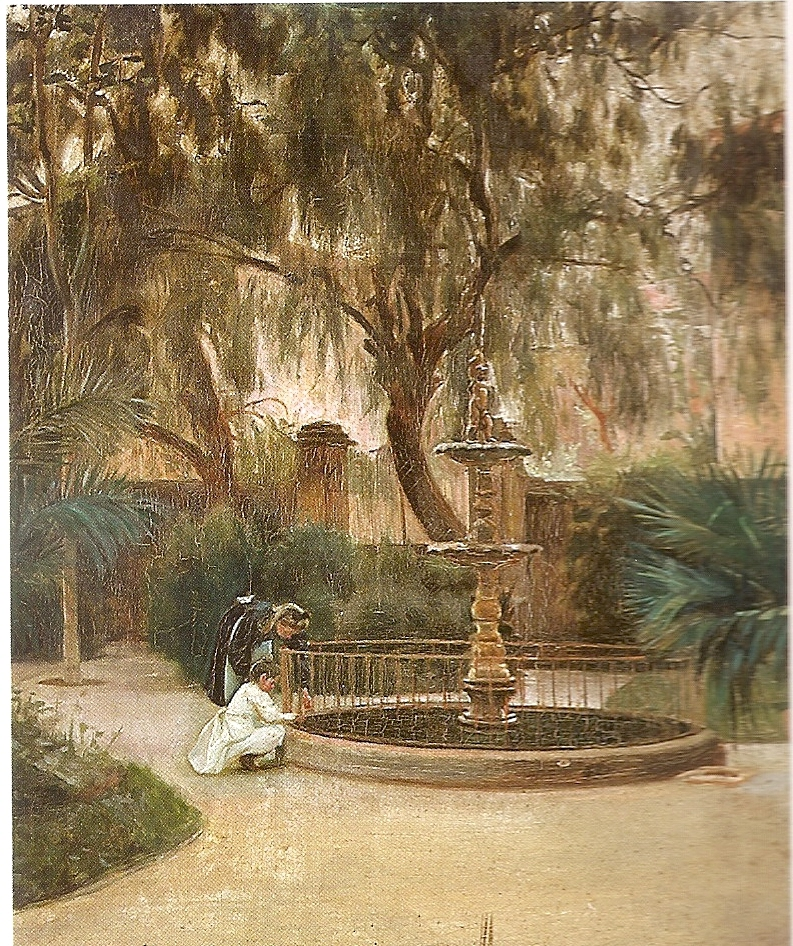
Zonder titel, c. 1890 - 1900
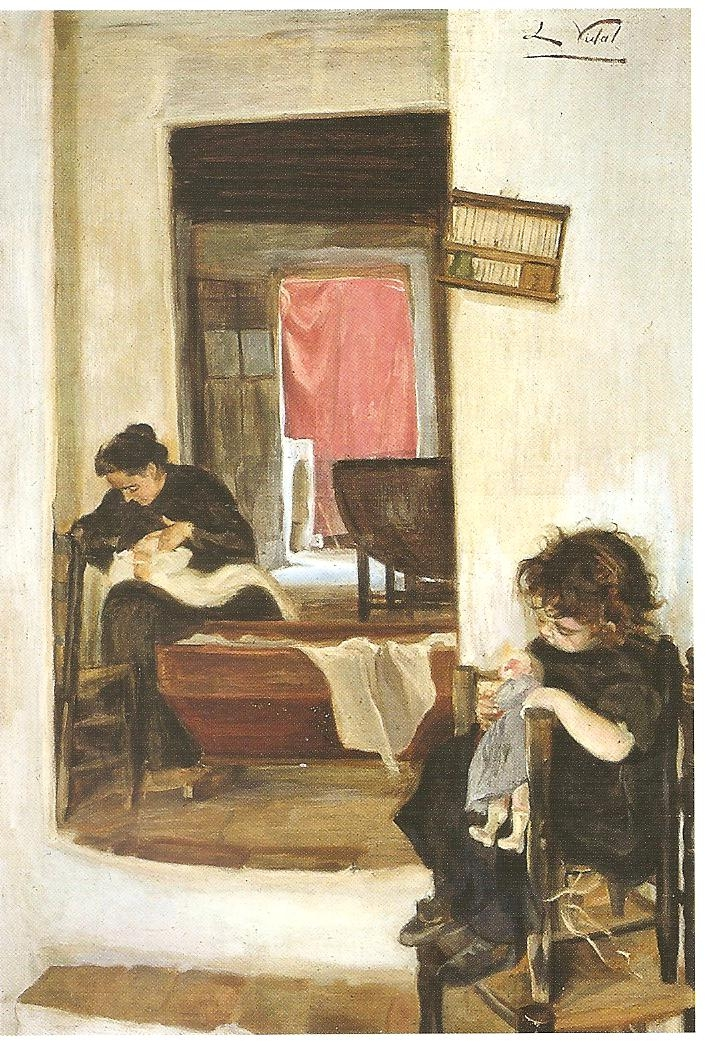
Moederschap, c. 1897
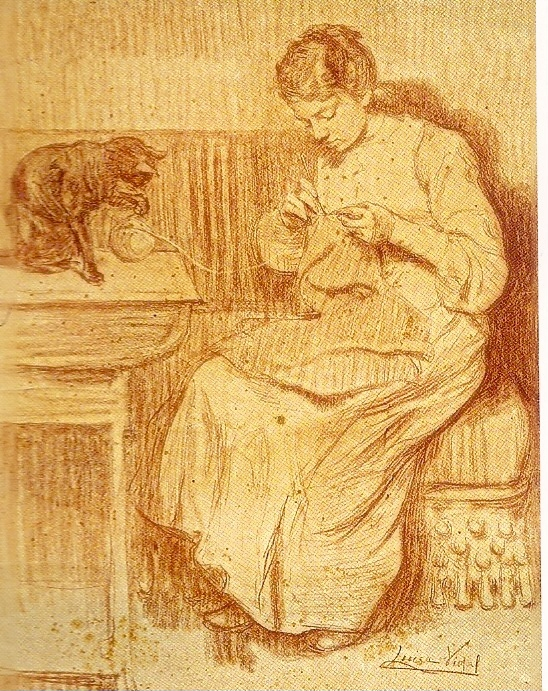
Zonder titel, c. 1903
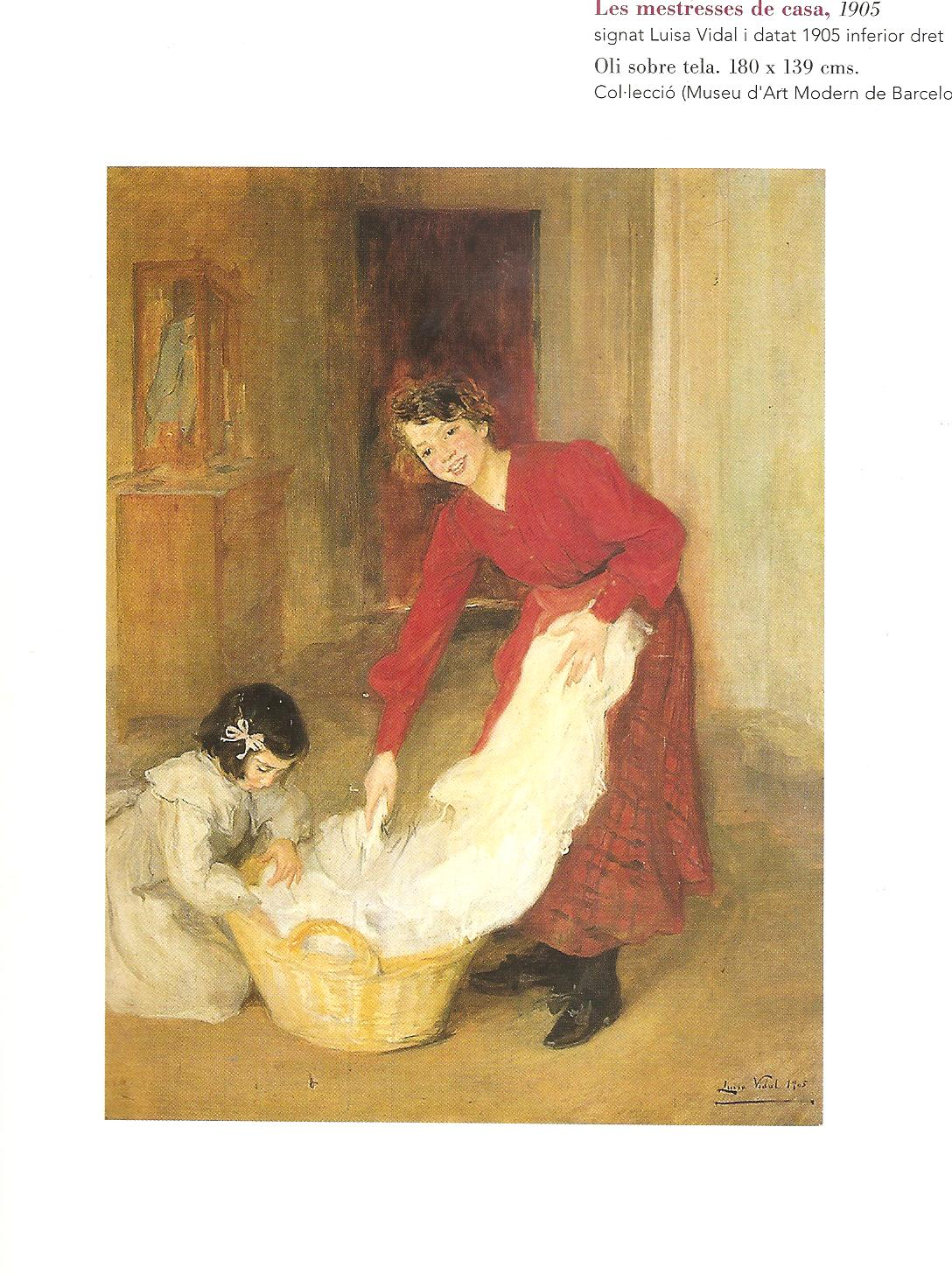
Huisvrouwen, 1905
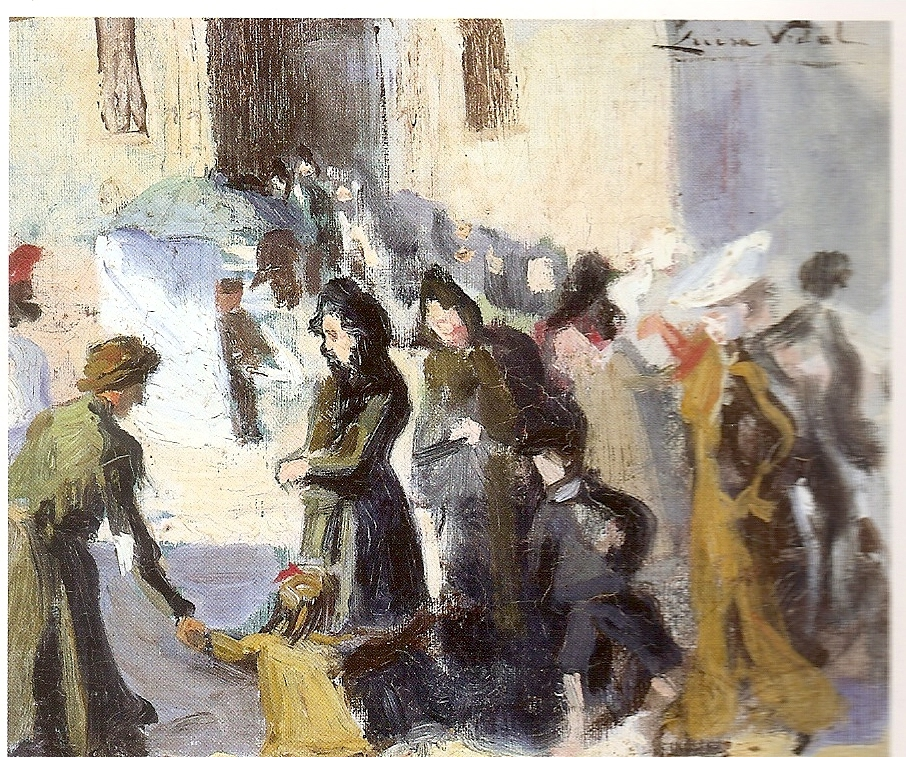
Terug van de mis, c. 1909 - 1918
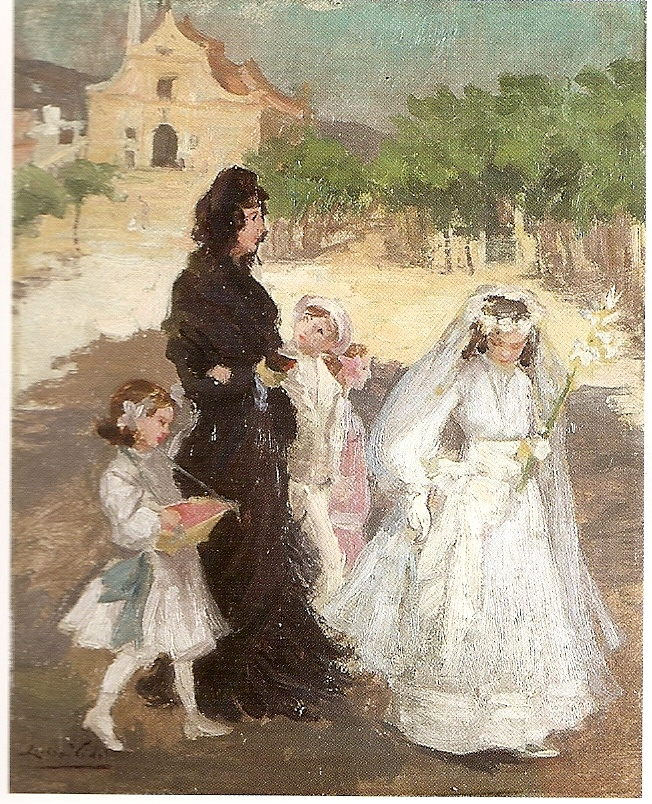
Eerste communie, c. 1909 - 1918
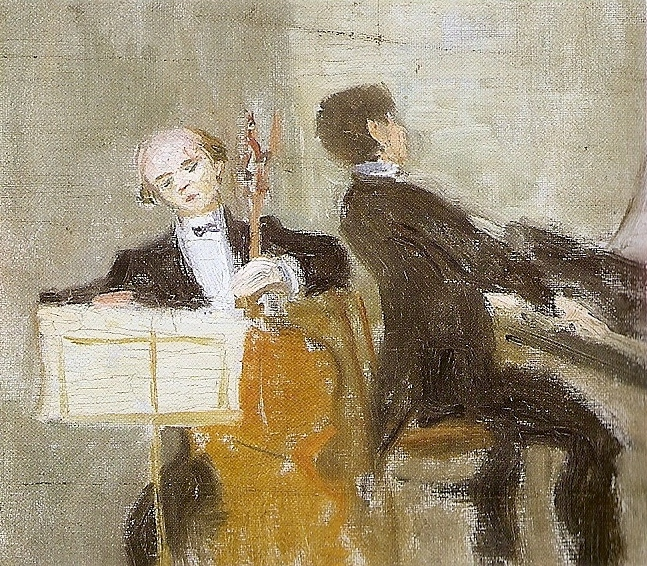
Pablo Casals en Enric Granados, c. 1911.1914
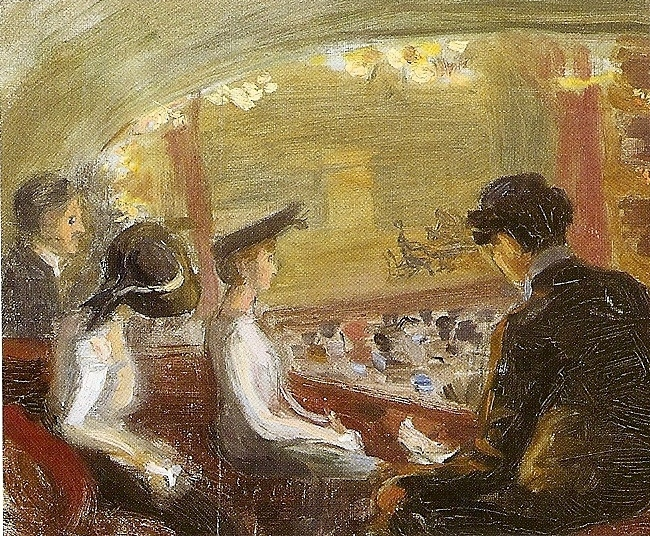
Concert van Enric Granados, c. 1911 - 1912

### Landschappen

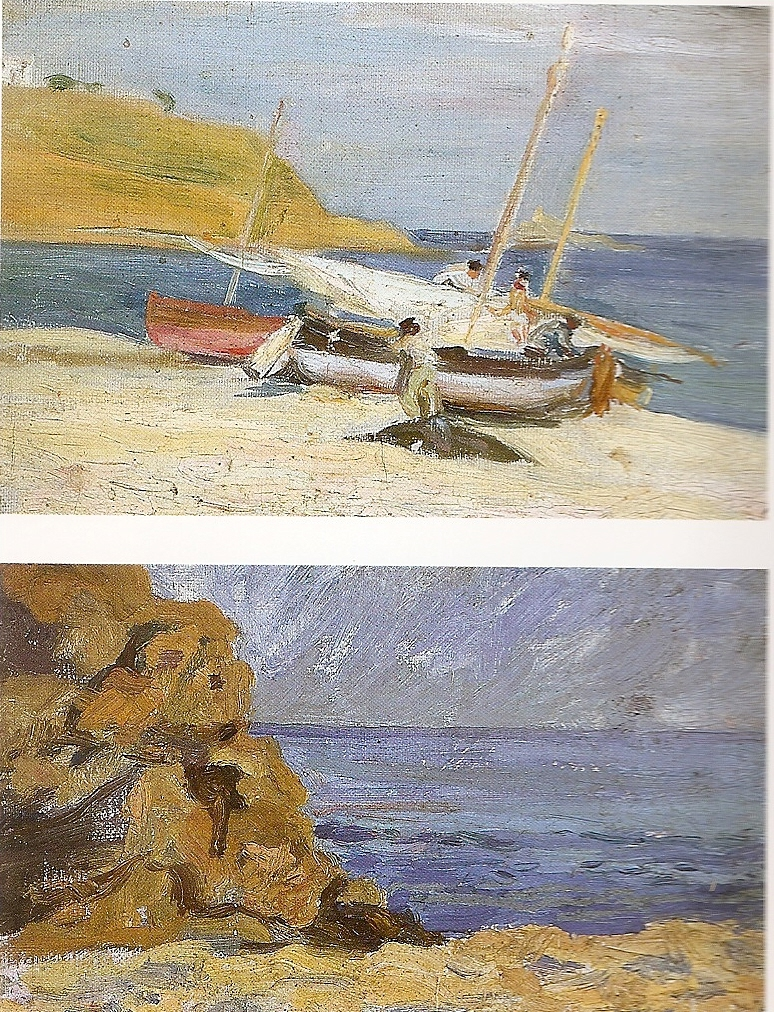
Zeelandschappen, c. 1902 - 1908

### Tekeningen

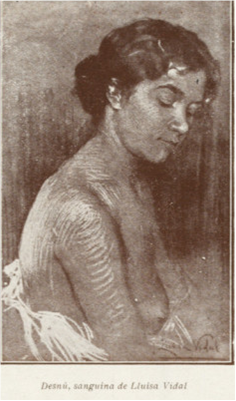
Naakt, gepubliceerd in Feminal
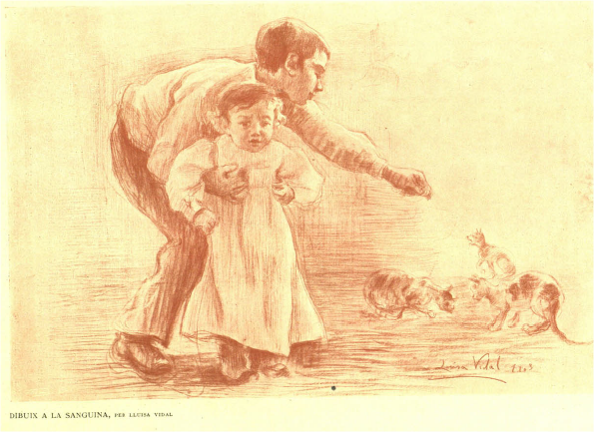
Zonder titel. Pèl & Ploma, 1903
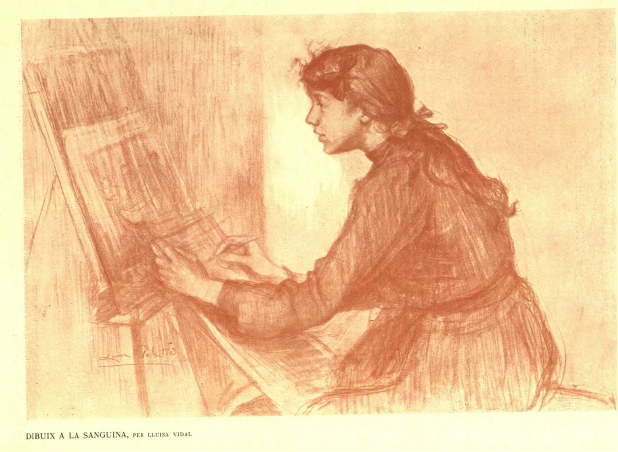
Tekenend meisje. Pèl & Ploma, 1903
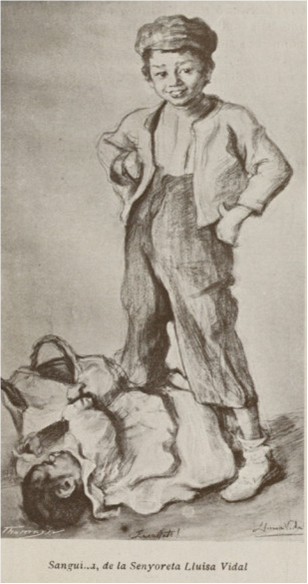
Zonder titel. Feminal 1908
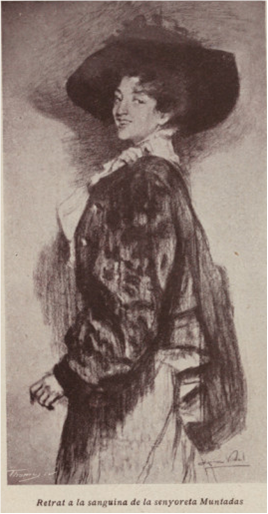
Juffrouw Muntadas. Feminal, 1909
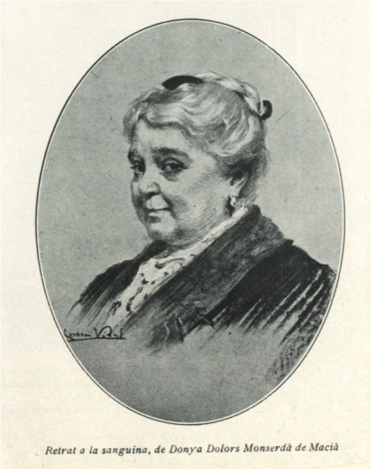
Dolors Monserdà, Feminal, 1914
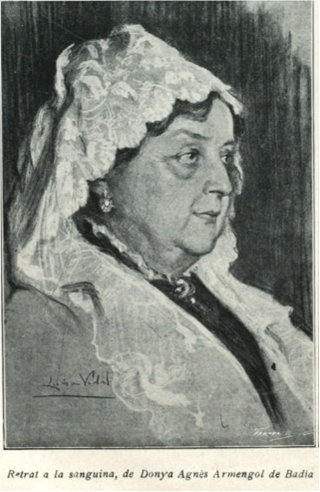
Agnès Armengol. Feminal 1914
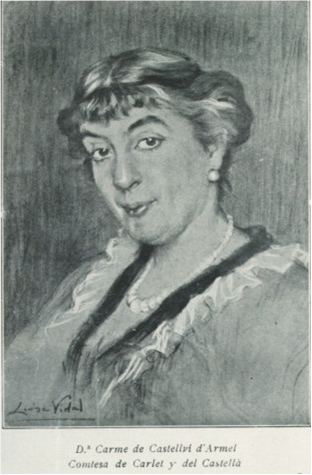
Carme Castellví. Feminal 1914
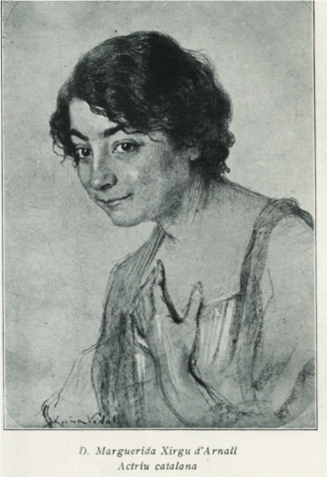
Margarita Xirgu . Feminal 1914

- Biblioteca Nacional de España: XX986983
- Catàleg d'autoritats de noms i títols de Catalunya: 981058529527706706
- Gemeinsame Normdatei: 120609819
- International Standard Name Identifier: 0000 0000 6682 6746
- Library of Congress Control Number: nr98030820
- Système universitaire de documentation: 203568001
- Union List of Artist Names: 500040316
- Virtual International Authority File: 50061236
- WorldCat: E39PBJbxFcGXRq7rP9FvBRkqwC